# Quint Cecili Bas
Quint Cecili Bas (en llatí Quintus Caecilus Bassus) va ser un cavaller romà i probablement qüestor l'any 59 aC.
Formava part del partit pompeià a la Guerra Civil i després de la batalla de Farsàlia (48 aC) va fugir a Tir, on es va unir a altres pompeians i va intentar guanyar-se a algunes de les forces militars de Gai Sext Juli Cèsar, governador de Síria. Alguns soldats es van passar secretament al seu bàndol. Sext Juli Cèsar se'n va assabentar, però no va actuar perquè Bas va explicar que reclutava tropes per actuar a Àsia a favor d'aliats romans.
Després va fer córrer la veu que Juli Cèsar havia estat derrotat i mort a l'Àfrica i que ell havia estat nomenat governador de Síria, es va apoderar de Tir i va marxar contra Sext, però fou derrotat; llavors va subornar als soldats enemics que van matar Sext i el seu exèrcit complet es va passar a Bas menys algunes cohorts que passaven l'hivern a Apamea i van fugir a Cilícia. Bas els va perseguir però no els va poder derrotar.
Al seu retorn, l'any 46 aC, va prendre el títol de pretor, i es va establir a Apamea, que estava ben fortificada, i s'hi va mantenir tres anys. El 44 aC hi fou assetjat per Gai Antisti Vet, que es va haver de retirar amb fortes pèrdues després que els àrabs i els parts donessin suport a Bas. El rei gàlata Deiotarus II sembla que havia intentat també enviar forces de suport a Bas. Tot seguit fou enviat contra ell Estaci Murc (Statius Murcus) amb tres legions però ell també fou rebutjat; Murc va demanar ajut al governador de Bitínia, Marci Crisp, que li va enviar tres legions més. Bas va quedar assetjat a Apamea fins a l'arribada de Cassi a Síria l'any 43 aC. Les tropes de Bas, però també les de Murc i Crisp, es van passar a Cassi. Bas, que no volia unir-se a Cassi, fou mort pels soldats.
Apià (segle I dC) dona una versió diferent de la revolta de Bas. Diu que fou nomenat per Juli Cèsar com a comandant d'una legió a les ordres de Sext Juli. Bas va criticar al seu cap per la conducta impròpia que mantenia i Sext el va cridar a la seva presència; Bas no es va presentar i els soldats es van amotinar contra Sext i el van matar; per por de les represàlies de Cèsar, els soldats es van revoltar i van obligar a Bas a unir-se a ells.